# Tadej Vidmajer
 Tadej Vidmajer (sinh 10 tháng 3 năm 1992) là một cầu thủ bóng đá Slovenia, thi đấu cho Celje ở Slovenian PrvaLiga.